# Cristoforo Castelletti
Cristoforo Castelletti (Roma, ... – Roma, 9 agosto 1596) è stato un drammaturgo e poeta italiano.

## Biografia
Noto fra l'altro per essere l'autore di una commedia, le Stravaganze d'amore (1585), in cui il personaggio di Perna si esprime in dialetto romanesco di prima fase.

## Opere teatrali
- Amarilli, rappresentata nel 1580 e edita nel 1587
- I torti amorosi, realizzata nel 1581 e edita nel 1597
- Il furbo, realizzata nel 1581 e edita nel 1584
- Stravaganze d'amore, rappresentata nel 1585 e edita nel 1597